# 自己共分散
自己共分散（じこきょうぶんさん、英: autocovariance）とは、統計学における確率過程での、自分自身の時間をずらしたバージョンとの共分散である。確率過程 X(t) が平均 E[Xt] = μt を持つとき、その自己共分散は次のように表される。
{\displaystyle \,K_{\mathrm {XX} }(t,s)=E[(X_{t}-\mu _{t})(X_{s}-\mu _{s})]=E[X_{t}\cdot X_{s}]-\mu _{t}\cdot \mu _{s}.\,}
ここで、E は期待値演算子である。

## 定常性
X(t) が定常過程なら、以下の条件が成り立つ。
すべての t, s について {\displaystyle \mu _{t}=\mu _{s}=\mu \,}
かつ
{\displaystyle K_{\mathrm {XX} }(t,s)=K_{\mathrm {XX} }(s-t)=K_{\mathrm {XX} }(\tau )\,}
ここで
{\displaystyle \tau =s-t\,}
はラグタイム、あるいは信号をシフトした時間の量である。
結果として、自己共分散は次のようになる。
{\displaystyle \,K_{\mathrm {XX} }(\tau )=E\{(X(t)-\mu )(X(t+\tau )-\mu )\}}
{\displaystyle =E\{X(t)\cdot X(t+\tau )\}-\mu ^{2},\,}
{\displaystyle =R_{\mathrm {XX} }(\tau )-\mu ^{2},\,}
ここで RXX は自己相関を表す。

## 正規化
分散 σ2 で正規化すると、自己共分散は自己相関係数 ρ となる。
{\displaystyle \rho _{\mathrm {XX} }(\tau )={\frac {K_{\mathrm {XX} }(\tau )}{\sigma ^{2}}}.\,}
なお、自己相関と自己共分散という用語は相互に入れ替えて使われることもあるので注意が必要である。
自己共分散とは、完全な相関を示したときを σ2 として、そのラグにおいて時間シフトしたバージョンと自分自身がどれだけ似ているかを示す尺度と考えることができる。正規化により、その範囲が [−1, 1] に収められる。